# Pa de pagès

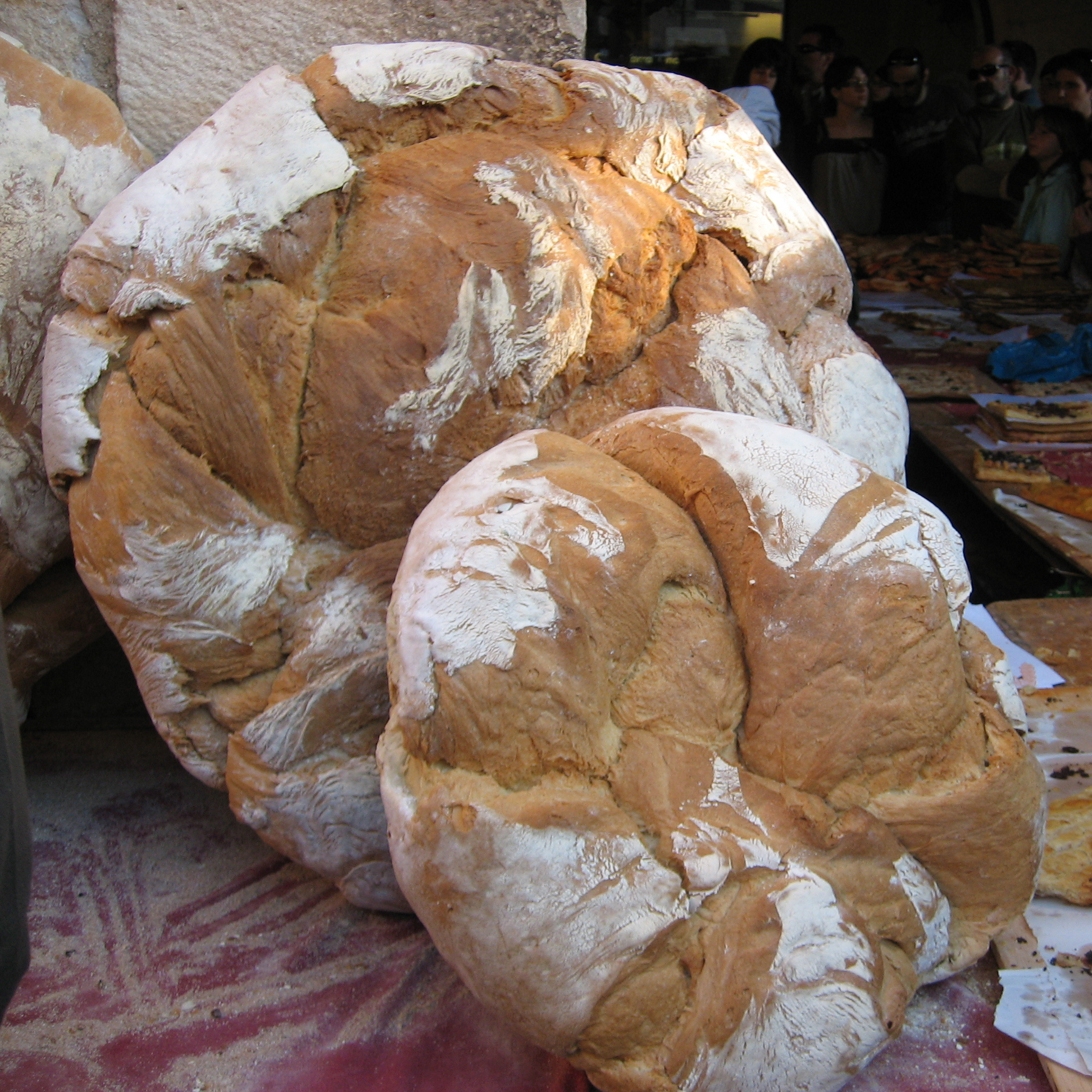
Pa de pagès al Mercat Medieval de Montblanc.

El pa de pagès és una mena de pa tradicional de la gastronomia catalana. S'elabora de manera artesana i es cou en un forn de sola refractària. El seu contingut en greixos és inferior al del pa comú. La crosta també és més gruixuda i, per tant, la molla es conserva flonja més dies. La forma del pa de pagès és rodona i se sol comercialitzar en formats de 250 grams, mig quilo o dos quilos. Es pot adquirir sencer o llescat. El pa de pagès sol utilitzar-se per preparar les llesques de pa amb tomàquet.

## Indicació geogràfica protegida (IGP) Pa de pagès català

Logotip IGP Pa de Pagès Català

El Pa de Pagès Català és un pa de pagès elaborat a Catalunya certificat amb una indicació geogràfica protegida des de l'any 2013. Es defineix com un pa tradicional, rodó, de crosta cruixent, molla tendra i alveolat gran, on com a mínim el format es realitza de forma manual. Tot el procés es realitza seguint una elaboració tradicional, amb fermentacions lentes, coent sempre les masses en forns de solera refractària.
La Federació Catalana d'Associacions de Gremis de Flequers impulsà, l'octubre de 2010, la creació de la Indicació Geogràfica Protegida pa de pagès català. El 20 de febrer de 2013 la Comissió Europea publicà un reglament mitjançant el que declarava la inclusió del Pa de pagès català a la llista d'indicacions geogràfiques protegides, en la categoria 2.4 de productes agrícoles o d'alimentació, que correspon a pans, pastes, pastissos, dolços i d'altres productes de fleca. El reglament aprovat havia estat registrat a sol·licitud de l'estat espanyol l'any anterior.
Aquesta reglamentació difereix d'alguns pans rodons comercialitzats fonamentalment pel procés de fermentació i per la seva elaboració que li confereix unes propietats organolèptiques pròpies.